# Фауна
Фауна або фа́вна (новолат. fauna, від лат. Fauna — богиня лісів і полів, заступниця стад тварин) — історично сформована сукупність видів тварин, що живуть на певній території та входять до всіх її біогеоценозів.

## Класифікації фаун
Людина, домашні тварини, тварини в зоопарках тощо не входять до складу фауни.
У поняття фауни вкладається як систематичний, так і географічний зміст, тому принцип обмеження повинен бути географічним (фауна острова Куба, фауна Зімбабве, фауна Євразії тощо) і систематичним (фауна птахів орнітофауна, фауна комах ентомофауна, фауна риб іхтіофауна тощо). Остання обставина пов'язана з тим, що на практиці неможливо отримати повний список видів даної території з причини як величезного їх розмаїття, так і браку фахівців-систематиків.

## Різні тлумачення фауни
- «Фауна» — історично сформована сукупність тварин, обумовлена спільністю їх географічного поширення в певних частинах земної кулі. У поняття фауни вкладається як систематичний (фауна птахів — орнітофауна, фауна комах — ентомофауна, фауна риб — іхтіофауна, теріофауна — частина фауни представлена ссавцями тощо), так і географічний (фауна України, фауна острова Куба, фауна Зімбабве, фауна Євразії тощо) зміст. Розрізняють також субфауни (фауна міст, агроценозів, лісу, луків). Одним з основних показників фауни є частка ендеміків. Він показує ступінь ізольованості й вік фауни. Важливим напрямком фауністичних досліджень є з'ясування шляхів потрапляння видів до складу фауни. За цією ознакою види діляться на автохтонні (елементи фауни, що виникли в межах досліджуваної території) та алохтонні (види, що потрапили на дану територію в результаті розселення з інших центрів).
- «Фауна» може тлумачитися і як перелік видів, і як природний комплекс, і як угруповання. Межі між ними часто не чіткі. Назви фаун часто згадуються у поєднанні з назвами регіонів (обмеження за регіоном), назвами груп (обмеження систематичною або екологічною групою), назвами життєвих форм чи типів угруповань.

1. Прикладами переліків є:
- Раритетна фауна Луганщини
- Птахи Японії, Риби України
- Список ссавців України
- Іхтіофауна, орнітофауна

2. Прикладами фауни як природного комплексу, є:
- Фауна Криму
- Фауна Придінців'я
- Морські ссавці
- Вусачі Українських Карпат

3. Прикладами угруповань є (до назви часто додається регіон):
- Печерна фауна (наприклад, печерна фауна Балкан)
- Гідробіонти (наприклад, гідробіонти озера Біле)
- Синантропи (наприклад, синантропні птахи Пекіна)
- Бентос (наприклад, бентос Маріанської западини)

4. Інші варіанти (звужені обсяги)
- Мисливська фауна

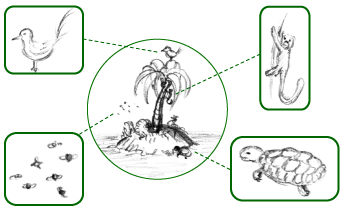
Фауна

- паразитичні ракоподібні озерних жаб

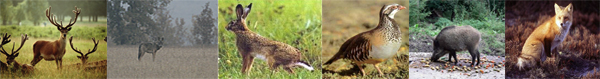
Приклад фауни

## Різновиди фауни

### Морська фауна
- Фауна абісальна — фауна, що існує на дні (донна абісальна фауна) або у водній товщі (пелагічна абісальна фауна) морів і океанів на глибинах від 3000 до 6000 м (у зоні абісалі). Біомаса та видове різноманіття менше, ніж фауни субліторалі й батіалі. В осадах донної абісальної фауни зберігаються головним чином спікули губок родини Triaxonida й аглютинативні форамініфери, з пелагічної абісальної фауни — радіолярії, зуби і кістки риб.
- Фауна барофільна — фауна, що пристосувалася до перебування тільки в умовах високого тиску. Характерна для океанічних глибин.
- Фауна батіальна — фауна, що існує на дні або у водній товщі морів і океанів на глибинах від 500 до 3000 м (зоні батіалі). Біомаса та видове різноманіття батіальної фауни в середньому менше, ніж фауни шельфу (субліторальної) і більше ніж фауни абісальної. У макробіонтосі батіалі на пологих материкових схилах переважають біоценози детритоїдів (ґрунтоїди, фільтратори у водних спільнотах), на крутих — зростає роль сестоноїдів (донних). В осадах зберігаються переважно залишки мушель двостулкових молюсків родин Tellinidae і Nuculanidae, а також спікули кременевих губок родини Tetraxonida, аглютинативні та секреційні форамініфери.
- Фауна криптогенна — комплекс організмів певної товщі або горизонту, філогенетично не пов'язаний з фауною нижчої товщі. Передбачається, що вона розвивається в іншій області та вже у сформованому стані мігрує до цієї.
- Фауна рекурентна — фауна, що повторно з'являється (без помітної зміни свого складу) на більш високому стратиграфічному рівні після деякої відсутності у вертикальному розрізі.
- Фауна суперститова — фауна з великою кількістю елементів більш древніх епох.
- Фауна ультраабісальна — фауна глибоководних океанічних жолобів (зони ультраабісалі). Близько 70 % її складають ендеміки. Ф.у. окремих жолобів також ендемічна. На акумулятивних ділянках схилів і дна жолобів переважають детритоїди (переважно голотурії й молюски), на крутих уступах схилах — сестоноїди (переважно кишковопорожнинні, асцидії, молюски, морські лілії). В осадах можуть зберігатися мушлі молюсків родин Malletiidae і Kellietidae, фрагменти морських лілій; зустрічаються перевідкладені залишки більш мілководної фауни. Див. океанічний жолоб.
- Фауна шельфу (субліторальна) — донна фауна материкової мілини (зони субліторалі). Біомаса та видове різноманіття фауни шельфу значно більші й багатші, ніж інших областей. На широких пологих шельфах переважають біоценози детритоїдів; біоценози сестоноїдів розвинені переважно в прибережних частинах і на зовнішній крайці таких шельфів, на більш крутих і вузьких шельфах вони домінують.